# Siła ciągu
Siła ciągu (ciąg) – siła będąca wynikiem działania silnika pojazdu, obiektu pływającego lub latającego. Siła ciągu jest siłą reakcji i powstaje zgodnie z III zasadą dynamiki w wyniku oddziaływania układu napędowego pojazdu z innymi ciałami.
W przypadku, gdy na ciało nie działają inne siły, siła ciągu wywołuje przyspieszenie ciała, a jej wartość określa II zasada dynamiki Newtona
{\displaystyle F_{c}=ma,}
gdzie:
{\displaystyle a} – przyspieszenie uzyskiwane przez pojazd [m/s²],
{\displaystyle m} – masa pojazdu [kg].
Wartość siły ciągu jest liczbowo równa sile oddziaływania układu napędowego na otoczenie, ale zwroty obu sił są przeciwne.

## Przykłady

### Siła ciągu silnika samochodowego
Silnik wprawia w ruch obrotowy koła samochodu. Dzięki sile tarcia statycznego pomiędzy oponą i nawierzchnią jezdni, samochód działa na jezdnię pewną siłą skierowaną do tyłu. Jezdnia działa na samochód siłą reakcji o takiej samej wartości, ale skierowaną do przodu – jest to siła ciągu.

### Siła ciągu śruby okrętowej
Śruba okrętowa na statku nadaje energię kinetyczną wodzie skierowując ją do tyłu. II zasadę dynamiki można zapisać w tej sytuacji w postaci uogólnionej
{\displaystyle F_{c}={\frac {dp}{dt}},}
gdzie:
{\displaystyle dp/dt} – prędkość zmiany pędu statku.
Zgodnie z zasadą zachowania pędu, zmiana pędu wody jest taka sama, zatem
{\displaystyle F_{c}=m{\frac {dv}{dt}},}
gdzie:
{\displaystyle m} – masa wprawianej w ruch wody,
{\displaystyle dv/dt} – przyspieszenie nadawane wodzie.
Wynika stąd, że siła ciągu wzrośnie, jeżeli zwiększy się rozmiar śruby (wówczas zwiększy się ilość wprawianej w ruch wody) i zwiększy się prędkość obrotów śruby (zwiększy się prędkość wody).

### Siła ciągu silnika rakiety
Siłę ciągu w tym przypadku można wyznaczyć podobnie jak dla śruby okrętowej, z tą jednak różnicą, że masa rakiety zmniejsza się podczas rozpędzania (rakieta zużywa paliwo). Inaczej mówiąc – ośrodek, od którego rakieta się odpycha, musi ona zabrać ze sobą. Siła ciągu rakiety jest określona wzorem:
{\displaystyle F_{c}=v{\frac {dm}{dt}},}
gdzie:
{\displaystyle v} – prędkość wylotowa [m/s],
{\displaystyle dm/dt} – szybkość spalania paliwa [kg/s].
Przy uwzględnieniu innych czynników wzór przybierze postać
{\displaystyle F_{c}=v{\frac {dm}{dt}}+A(p_{w}-p_{a})}
gdzie:
{\displaystyle p_{w}} – ciśnienie w strumieniu czynnika roboczego [Pa],
{\displaystyle p_{a}} – ciśnienie w ośrodku zewnętrznym [Pa],
{\displaystyle A} – pole powierzchni przekroju poprzecznego dyszy wylotowej [m²].